# West India Docks

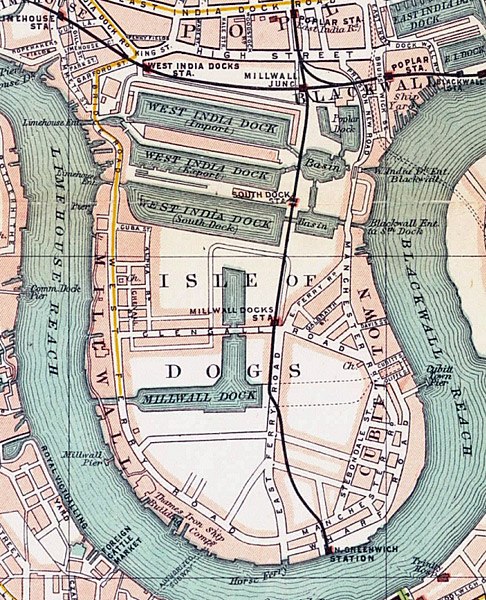
Isle of Dogs med hamnanläggningarna.

West India Docks är en grupp av tre hamnar på Isle of Dogs i London. Hamnen byggdes på initiativ av Robert Milligan (1746–1809) som var handlare och redare och som återvänt från Jamaica där familjen hade sockerplantager. Milligan vill få bort stölderna som ägde rum i de då existerande hamnarna. West India Docks stod klart 1802. 
1796 lanserades Parkercement eller Romancement gjord på lerhaltig kalksten från Northfleet i Kent i England. Denna cementtyp fick stor betydelse och användes bland annat vid byggandet av West India Docks.
Hamnen tappade i konkurrenskraft 1960–1980 i samband med övergången till containertrafik och den lades ned 1980. Området som är en del av Docklands byggdes om och på platsen återfinns i dag bland annat Canary Wharf.